# Marino Ayerra Redín
Marino Ayerra Redín (Lumbier, Navarra, 8 de maig de 1903 - Caguazú, Buenos Aires, 11 de gener de 1988) va ser un traductor i sacerdot secularitzat navarrès, que es va exiliar a Hispanoamèrica després de la fi de la Guerra Civil.
Va ser ordenat sacerdot el 1928. Va prosseguir els estudis de teologia, obtenint el grau de doctor i obtenint el Premi Ansoleaga de la ciutat de Pamplona al millor estudiant. Com a sacerdot, va ser coadjutor a San Adrián i Cáseda, professor al Seminari conciliar de Pamplona, coadjutor en la parròquia de San Nicolás de Pamplona i finalment capellà ecònom a Altsasu entre 1936 i 1939, on va ser testimoni de la repressió que es va abatre sobre Navarra durant la Guerra Civil. En acabar la guerra, i en profund desacord amb la situació política espanyola, va sol·licitar continuar el seu ministeri a l'Uruguai. Va romandre uns mesos a la ciutat de Salto, fins que el 1940 va sol·licitar la secularització i es va traslladar l'Argentina.
A l'Argentina es va guanyar la vida com a traductor i va escriure un únic llibre, No me avergoncé del Evangelio (desde mi parroquia) publicat a Buenos Aires per l'editorial Periplo el 1958. El llibre, en el qual descrivia la repressió a Navarra durant la Guerra Civil, va ser un gran èxit de vendes i va tenir almenys tres edicions:
| « | Ens trobàvem per tota Navarra […] en el règim planificat i sistematitzat del pànic; en la rude labor de prèvia i indispensable rompuda del terreny per a les grans sembres del ressorgiment d'Espanya; en l'obra, en fi, de conscienciós i complet extermini de l'oposició en els de dalt, i de freda adaptació obligada pel terror en la terra rompuda i esmicolada de la pobra gent de baix. | » |
| — No me avergüenzo del Evangelio, pg. 51. Citado en La terapia represiva como defensa de la España conservadora (1934-1945) | |   |

El llibre també es mostrava molt crític amb l'Església Catòlica, a la qual acusa de legitimadora de la Guerra i posterior dictadura, i de falta de coherència:
| « | [L'Església] ha d'abandonar d'una vegada i per sempre la frivolitat dels seus coquetejos mundans amb els grans i poderosos, i restituir-se i reduir-se, a la fi, a la seva funció sobrenatural i única de representant i continuadora humil i desinteressada de Crist. | » |

El llibre constitueix una de les fonts primàries més importants per a la descripció del paper interpretat per l'Església Catòlica a Navarra durant la Guerra Civil i sobre la repressió en aquests anys, i és una font profusament utilitzada per autors com José María Jimeno Jurío, en el seu llibre La Guerra Civil en Navarra (1936-39), que recopila els articles de l'autor sobre el tema escrits i publicats en premsa durant la Transició; o Julián Casanova, que l'utilitza en el seu llibre La Iglesia de Franco. En 2002, l'editorial navarresa Mintzoa va publicar de nou el llibre de Ayerra amb el títol ¡Malditos seáis! No me avergoncé del evangelio.
La seva neboda i cineasta Helena Taberna ha portat al cinema la seva experiència durant la Guerra Civil en la seva tercera pel·lícula titulada "La buena nueva" que es va estrenar en 2008.